# Богдана Вулпе (актриса)
Богдана Вулпе е българска актриса.

## Биография
Родена в София през 1940 година в семейството на артист и учителката Дора Александрова Вулпе. По бащина линия Богдана Вулпе е внучка на известния оперен певец Иван Вулпе – създател на българската вокална школа и един от основоположниците на Българската оперна дружба, прераснала по-късно в Софийска опера. Баба ѝ е Богдана Гюзелева-Вулпе – оперна певица и първата българска композиторка (автор на операта „Психея“ и оперетата „Съюзници“). Баща ѝ е оперният певец Николай Вулпе, а брат ѝ – изтъкнатият диригент Иван Вулпе (главен диригент и директор на филхармониите в Шумен, Русе, Бургас, на Бургаската опера, професор в Държавната музикална академия). Прадядо ѝ по майчина линия е проф. Иван Гюзелев – учител в Априловската гимназия, един от основателите на Българското книжовно дружество, депутат в Първото народно събрание.

## Дейност
Завършва ВИТИЗ в класа на проф. Кръстьо Мирски. Три години работи във Врачанския театър. От 1961 до 1990 г. печели над 20 лауреатски награди в конкурсите за художествено слово. От 1964 до 1966 г. е в Русенски драматичен театър, след което работи в Театъра на словото към Българска концертна дирекция и в Студиен литературен театър „Възраждане“. През 1969 – 1970 г. специализира в Париж актьорско майсторство в театралната трупа на Роже Планшон. Работи и в Драматичен театър „Н. О. Масалитинов“ в Пловдив.
Много популярни сред публиката са рециталите ѝ „Пазете се! В града има блуждаещи огньове!“ по „Андерсенови приказки“ (над 1500 представления), „Странстванията на Чайлд Харолд“ по Джордж Байрон (над 700 изпълнения), „Гори тилилейски“ по Елин Пелин (над 600 изпълнения), разкази на Хофман, Дикенс, Гьоте, стихове на Иван Вазов, Христо Ботев, Христо Смирненски, Никола Вапцаров.
През 1991 г. тя регистрира театрално-музикалната къща „Богдана Вулпе“ с цел да продължи музикално-образователните концерти. Учредява сдружение "Приятели на мисията „Вулпе“.
Участвала е в много филми, а сега и в рекламите по телевизията, има епизодични участия в чужди филмови продукции.
Сега се занимава и с подготовката на кандидат-студенти за театралните институти.

## Филмография
| Година      | Филми/Сериали                          | Серии | Копродукции                        | Роля                |
| ----------- | -------------------------------------- | ----- | ---------------------------------- | ------------------- |
| 2014        | Киприянови молитви                     |       |                                    | игуменката          |
| 2011        | Пътят към върха                        |       |                                    | баба Стояна         |
| 2010 – 2011 | Стъклен дом                            | 64    |                                    | медицинска сестра   |
| 2004        | Лавина – (Nature Unleashed: Avalanche) |       | Канада / България / Великобритания | селянка             |
| 2003        | Годината на петела                     |       |                                    | селянка             |
| 2001        | Колобър                                |       |                                    | съседката           |
| 1991        | Мадам Бовари от Сливен                 |       |                                    |                     |
| 1989        | Адио, Рио                              |       |                                    |                     |
| 1988        | Светулки в морето                      |       |                                    | вуйната             |
| 1987        | Не се мотай в краката ми               |       |                                    | учителката Василева |
| 1987        | Цветове на изгрева (тв сериал)         | 3     |                                    | (в 1 серия: III)    |
| 1985        | Женски сърца (тв)                      |       |                                    | селянка             |
| 1983        | Златно сърце                           | 3     |                                    | майката на Ганка    |
| 1980        | Солистът                               |       |                                    | клиентка            |
| 1975        | Началото на деня                       |       |                                    |                     |
| 1974        | Селянинът с колелото                   |       |                                    |                     |
| 1973        | Опак човек (тв)                        |       |                                    | Кичка               |
| 1973        | Тигърчето                              |       |                                    |                     |
| 1972        | Тихият беглец                          |       |                                    |                     |
| 1971        | Необходимият грешник                   |       |                                    |                     |
| 1969        | Кит                                    |       |                                    |                     |
| 1964        | Паролата                               |       |                                    |                     |